# Billy Fiske

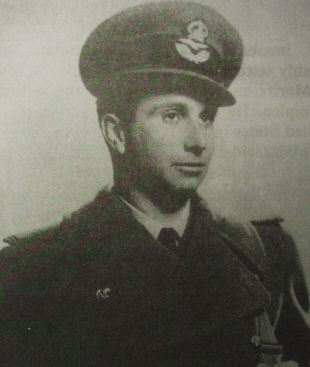
Billy Fiske 1940

William Mead Lindsay „Billy“ Fiske III. (* 4. Juni 1911 in New York City, New York; † 17. August 1940 in Chichester, West Sussex, Großbritannien) war ein US-amerikanischer Bobfahrer und Kampfpilot.
Fiske wurde in die reichen Verhältnisse einer New Yorker Bankiersfamilie geboren, die 1924 nach Frankreich umzog. 1928 besuchte er das College Trinity Hall in Cambridge, als er zusammen mit anderen Amerikanern ein Bobteam bildete und bei den Olympischen Winterspielen in St. Moritz, Schweiz, antrat.
Der als furchtlos geltende 16-jährige Billy wurde ausgewählt, den fünfköpfigen Schlitten anzuführen, und gewann mit seinem Team auf Anhieb die Goldmedaille. Noch heute ist Billy Fiske der jüngste amerikanische Athlet, der je eine Goldmedaille bei den Olympischen Winterspielen gewann.
Vier Jahre später gewann er als Fahrer des Viererbobs eine weitere Goldmedaille bei den Olympischen Winterspielen in Lake Placid, New York, wo er Fahnenträger der amerikanischen Mannschaft war. An den Olympischen Spielen von 1936 nahm er auf eigenen Wunsch nicht mehr teil, gewann in diesem Jahr und 1938 aber noch beim „Grand National“ auf der berühmten Skeleton-Bahn Cresta Run in St. Moritz, Schweiz.
Billy Fiske heiratete 1938 Rose Bingham (eine geschiedene Herzogin von Warwick) und trat 1939 kurz nach Beginn des Zweiten Weltkrieges der britischen Royal Air Force bei. Er ignorierte zusammen mit anderen Kameraden die anfängliche Neutralität der USA und war dadurch einer der ersten US-Amerikaner, die im Zweiten Weltkrieg kämpften.
Am 16. Juni 1940 wurde Billy Fiske bei einer Mission über England ernsthaft verwundet; es gelang ihm aber noch, seine Hurricane erfolgreich zu landen. Am darauffolgenden Tag erlag er seinen Verletzungen; er war damit der erste US-Amerikaner, der im Zweiten Weltkrieg fiel.

## Verfilmung
Produzent Michael Mann plante für 2008 die Verfilmung von Billy Fiskes Leben unter dem Titel The Few (geplanter deutscher Titel: „Über den Wolken“). Das Drehbuch (basierend auf dem Buch von Alex Kershaw) sollte von John Logan stammen. Zu einem Zeitpunkt der Produktion war Tom Cruise für die Hauptrolle im Gespräch.